# 8 Pułk Strzelców Polskich (WP na Wschodzie)
8 Pułk Strzelców Polskich (8 psp) – oddział piechoty Wojska Polskiego na Wschodzie.

## Formowanie i działania
Pułk został sformowany jesienią 1917 roku w składzie 2 Dywizji Strzelców Polskich z I Korpusu. Na dzień 14 grudnia 1917 liczył 552 żołnierzy frontowych. W pierwszych dniach lutego 1918 roku pułk stoczył dwugodzinną walkę z bolszewikami. Wobec beznadziejnej sytuacji pułkownik Bokszczanin nakazał złożyć broń w zamian za umożliwienie dalszej jazdy. Następnego dnia transport z żołnierzami pułku został zatrzymany we Wiaźmie. Pertraktacje z bolszewikami o wolny przejazd trwały dwa dni i zakończyły się likwidacją pułku. Większość oficerów i żołnierzy z dowódcą pułku zdołała się wymknąć i skierowała do Dorogobuża, gdzie stała Brygada Rezerwowa, część pojechała w przebraniu do Mińska. Pozostali oficerowie zostali aresztowani przez bolszewików, żołnierze zdemobilizowani. Część majątku pułku została rozgrabiona, a pozostała przekazana miejscowemu komitetowi rewolucyjnemu. Po dwóch dniach pobytu w Dorogobużu generał Pawłowski, dowódca Brygady Rezerwowej wydał rozkaz złożenia broni bolszewikom. W związku z powyższym pułkownik Bokszczanin polecił swoim podwładnym by samodzielnie przedarli się do Bobrujska. Z trzystu żołnierzy pułku dwustu zdołało dotrzeć do Jelni, a stąd razem z 3 Dywizją Strzelców Polskich pod dowództwem podkapitana Aleksandra Rosińskiego dotarło pod koniec lutego marszem do Bobrujska. Zbiorcza kompania 8 pułku strzelców polskich, licząca w Jelni 15 oficerów i około 150 żołnierzy została przydzielona do 10 pułku strzelców polskich. W nocy z 25 na 26 lutego 1918 kompania wzięła udział walce z bolszewikami o wieś Pobołowo. W czasie walki żołnierze podkapitana Rosińskiego zdobyli między innymi samochód pancerny Iżorski-Fiat, który otrzymał nazwę „Czubaryk” i pełnił służbę w 3 Dywizji Strzelców Polskich do rozwiązania I Korpusu Polskiego. W szturmie Pobołowa poległ dowódca plutonu, porucznik Zbigniew Jaworski.

## Oficerowie pułku
- płk Włodzimierz Bokszczanin – dowódca pułku[5]
- kpt. Jerzy Widerman[a] – dowódca kompanii[9][10]